# Three Snakes and One Charm
Three Snakes and One Charm es el cuarto álbum de estudio de la banda estadounidense The Black Crowes. Fue lanzado el 23 de julio de 1996, a través del sello American.

## Personal
- Chris Robinson – voz
- Rich Robinson – guitarra
- Marc Ford – guitarra
- Eddie Harsch – teclado
- Johnny Colt – bajo
- Steve Gorman – batería

## Lista de canciones
1. "Under a Mountain" – 4:10
2. "Good Friday" – 3:51
3. "Nebakanezer" – 4:07
4. "One Mirror Too Many" – 3:34
5. "Blackberry" – 3:25
6. "Girl from a Pawnshop" – 6:17
7. "(Only) Halfway to Everywhere" – 3:59
8. "Bring On, Bring On" – 3:56
9. "How Much for Your Wings?" – 3:27
10. "Let Me Share the Ride" – 3:18
11. "Better When You're Not Alone" – 4:10
12. "Evil Eye" – 4:10